# Eremocharis cinerascens
Eremocharis cinerascens är en insektsart som beskrevs av Jacobson 1905. Eremocharis cinerascens ingår i släktet Eremocharis och familjen Pamphagidae. Inga underarter finns listade i Catalogue of Life.